# Dexia capensis
Dexia capensis är en tvåvingeart som beskrevs av Robineau-desvoidy 1830. Dexia capensis ingår i släktet Dexia och familjen parasitflugor. Inga underarter finns listade i Catalogue of Life.